# مویسی کاسیانیک
مویسی کاسیانیک (انگلیسی: Moisey Kasyanik; ۱ ژانویهٔ ۱۹۱۱ – ۱۹۸۸ (۷۶−۷۷ سال)) ورزشکار وزنه‌برداری اهل امپراتوری روسیه بود.
وی همچنین برندهٔ جوایزی همچون مدال برنز و مدال طلا شده‌است.
وی در مسابقات کشوری و بین‌المللی در مجموع برندهٔ ۱ مدال طلا، ۲ مدال برنز شده‌است.